# Леманский, Александр Алексеевич
Алекса́ндр Алексе́евич Лема́нский (24 мая 1935, Москва — 27 сентября 2007, Капустин Яр, Ахтубинский район, Астраханская область) — советский и российский учёный, генеральный конструктор НПО «Алмаз», заведующий кафедрой «Радиолокация, радиоуправление и информатика» Факультета радиотехники и кибернетики МФТИ, доктор технических наук, профессор, руководитель работ по созданию системы С-400.

## Биография
Родился 24 мая 1935 года Москве. В 1953 году окончил школу № 144 (ныне № 1384 имени Леманского) с золотой медалью. После окончания школы поступил в МФТИ, который окончил в 1959 году, получив диплом с отличием. С 1956 года работал в НПО «Алмаз». В НПО возглавлял работы по разработке антенных систем для ЗРК С-300ПМУ, С-200ДЭ, С-300ПМУ1, разработку комплексов ЗРК С-300ПМУ1 и С-300ПМУ2.
В 1964 году защитил кандидатскую диссертацию по результатам исследований в области дифракции на слабо рассеивающих (так называемых «чёрных») телах, предвосхитив появление слабозаметных воздушных целей, что в дальнейшем позволило успешно решить задачу перехвата таких целей.
В 1986 году был назначен начальником ОКБ — главным конструктором систем. В 1998 году — генеральным конструктором НПО «Алмаз». Под его руководством был разработан новый ЗРК С-400 «Триумф».
Скончался на 73-м году жизни 27 сентября 2007 года от сердечной недостаточности на полигоне «Капустин Яр».

## Работы
При непосредственном участии А. А. Леманского получены фундаментальные научно-технические результаты, изложенные более чем в 150 научно-технических работах, в том числе в 4 монографиях и 40 авторских свидетельствах на изобретения. Под его руководством 13 аспирантов кафедры «Радиолокация, радиоуправление и информатика» факультета радиотехники и кибернетики МФТИ защитили кандидатские диссертации. Член редколлегии журнала «Антенны».

## Награды и звания
- Орден «За заслуги перед Отечеством» IV степени (21 февраля 2008; посмертно) — за большой личный вклад в развитие оборонно-промышленного комплекса страны[3]
- Заслуженный деятель науки Российской Федерации (1997)
- Государственная премия СССР (1978) — за выдающийся вклад в развитие теории и техники ФАР и создание их первых образцов для системы С-300П[2]
- Лауреат Золотой медали Академии Наук СССР имени академика Расплетина (1986) за серию работ по радиотехническим системам управления.[4]
- Действительный член Академии инженерных наук имени А. М. Прохорова[2]

## Память
Согласно распоряжению экс-мэра Юрия Лужкова, в 2010 году имя Леманского было присвоено московской школе № 1384, в которой он учился с 1950 по 1953 годы.
Также в Электростали решено назвать его именем улицу.

## Сочинения
Захарьев Л. Н., Леманский А. А., Щеглов К. С. Теория излучения поверхностных антенн. — М.: Советское радио, 1969. — 231 с.